# São Domingos
São Domingos – miasto w Republice Zielonego Przylądka, na wyspie Santiago, położone w połowie drogi między Praią a Assomadą. Według spisu powszechnego z 2010 r. ma 2818 mieszkańców.